# 四日市郵便局 (三重県)
四日市郵便局（よっかいちゆうびんきょく）は、三重県四日市市にある郵便局。民営化前の分類では集配普通郵便局であった。

## 概要

### 住所
- 〒510-8799：三重県四日市市沖の島町4-9

### 併設施設
- ゆうちょ銀行四日市店（名古屋支店四日市出張所）：取扱店番号220020
- なお、かんぽ生命保険四日市支店は、当局ではなく四日市松原郵便局に併設されている。

### 分室
分室はなし。過去に存在した分室は以下のとおり。
- 塩浜分室 - 1950年（昭和25年）に廃止。

## 沿革
- 1871年4月20日（明治4年3月1日） - 日本の近代郵便制度の創設とともに、四日市郵便取扱所として開設[1]。
- 1873年（明治6年） - 四日市郵便役所となる[1]。
- 1875年（明治8年）1月1日 - 四日市郵便局（二等）となる。翌日より為替取扱を開始[1]。
- 1878年（明治11年） - 貯金取扱を開始[1]。
- 1885年（明治18年） - 電信取扱を開始[1]。
- 1887年（明治20年）11月16日 - 四日市郵便電信局となる[1]。
- 1903年（明治36年）4月1日 - 通信官署官制の施行に伴い四日市郵便局となる[1]。
- 1950年（昭和25年）9月1日 - 塩浜分室を廃止[2]。
- 1956年（昭和31年）9月21日 - 電話通話および和文電報受付事務の取扱を開始。
- 1956年（昭和31年）10月1日 - 河原田郵便局[3]から集配業務を移管。
- 1963年（昭和38年）1月 - 局舎落成。
- 1991年（平成3年）10月1日 - 外国通貨の両替および旅行小切手の売買に関する業務取扱を開始。
- 1998年（平成10年）8月24日 - 四日市北郵便局が移転し四日市西郵便局（〒512-8799）となったことに伴い、同局と受持区域の一部入れ替えを実施。同日、小山田郵便局から集配業務の一部を移管[4]。
- 2006年（平成18年）10月1日 - 楠郵便局（〒510-0199→〒510-0105）から集配業務を移管[5]。
- 2007年（平成19年）10月1日 - 民営化に伴い、併設された郵便事業四日市支店、ゆうちょ銀行四日市店に一部業務を移管。
- 2012年（平成24年）10月1日 - 日本郵便株式会社発足に伴い、郵便事業四日市支店を四日市郵便局に統合。同時に消印類の局名表示が「四日市」から「三重・四日市」に変更される。（大分県の四日市郵便局と局名が重複するため）

## 取扱内容

### 四日市郵便局
- 郵便、印紙、ゆうパック、内容証明
- 生命保険、バイク自賠責保険、自動車保険、がん保険、引受条件緩和型医療保険
- 「510-00xx」「510-08xx」「510-09xx」「510-80xx」（四日市市（合併以前からの四日市市域の東部））、「510-01xx」（四日市市（旧三重郡楠町域））、「510-81xx」（三重郡朝日町、三重郡川越町のそれぞれ全域）の集配業務
- ゆうゆう窓口

### ゆうちょ銀行四日市店
- 貯金、貸付、為替、振替、振込、国際送金、外貨両替、トラベラーズチェック、国債、投資信託、確定拠出年金、変額年金保険、スルガ銀行の個人ローンの申込
- ATM

## 周辺
- 四日市市役所
- 国道1号
- 国道23号（名四国道）
- 国道164号（柳通り）
- 三滝川

## アクセス
- JR関西本線 四日市駅から徒歩で約9分。
- 近鉄名古屋線・湯の山線 近鉄四日市駅から徒歩で約13分。
- 三重交通バス「百五銀行前」停留所下車。
- 東名阪自動車道 四日市ICから南東へ約8km。
- 駐車場あり：8台